# Выбор Софи (фильм)
«Выбор Софи» (англ. Sophie's Choice) (1982) —  драма режиссёра Алана Пакулы с Мерил Стрип, Кевином Клайном и Питером Макниколом в главных ролях, экранизация одноимённого романа Уильяма Стайрона (1979). Для Клайна картина стала дебютом в большом кино. Премьера картины состоялась 8 декабря в Лос-Анджелесе, 10 декабря она была театрально выпущена компанией «Universal Pictures».
Фильм получил в целом положительные отзывы критиков и заработал 3 номинации на премию «Золотой глобус» и 5 номинаций на «Оскар», единственные награды за лучшую женскую роль достались Мерил Стрип, актёрская работа которой была высоко оценена и часто называлась одной из лучших в истории кино.
По версии Американского института кино картина занимает 91-е место в списке 100 лучших американских фильмов за 100 лет по версии AFI за 2007 год.

## Сюжет
1947 год, Нью-Йорк. 22-летний писатель Стинго (Питер Макникол) приезжает из южного штата Виргиния и поселяется в пансионе в Бруклине для работы над романом. Вечером он получает записку от соседей сверху с приглашением на ужин. Ими оказываются Софи Завистовски (Мерил Стрип) и её эмоционально нестабильный любовник Натан Ландау (Кевин Клайн). Позднее он становится свидетелем публичной ссоры молодой пары на лестнице - Натан убеждает себя, что Софи неверна ему, и оскорбляет её. Девушка приносит Стинго еду и извиняется за произошедшее. Ночью молодой человек оставляет пустой поднос у двери пары, в этот момент приходит Натан. Стинго прячется и видит, как любовники обнимаются, и Натан произносит: «Софи, мы все умираем!».
Утром соседи влезают к Стинго через окно и зовут его завтракать. Они смеются и дурачатся. Выясняется, что Натан - биолог, окончивший факультет естественных наук в Гарварде и занимающийся изучением клеток. Он - начитанный и интересный собеседник, впервые встретивший шиксу (нееврейку) Софи после её эмиграции. Софи - полька, владеющая несколькими языками, её отец был лингвистом, а мать - пианисткой. Стинго, вспомнив фразу Натана, поначалу хочет собрать чемодан и уехать, однако передумывает и становится лучшим другом пары. Они много времени проводят вместе.
Воспоминание. Эмигрировавшая Софи, услышав на уроке английского от преподавателя (Дэвид Уолл) об Эмили Дикинсон, пытается получить в библиотеке сборник её стихов, но из-за плохого произношения и ошибочного мнения, что та - мужчина, библиотекарь (Джон Ротман) думает, что речь о Чарльзе Диккенсе, являющемся англичанином, и поэтому отказывает ей. Софи падает без сил из-за анемии, к ней подбегает Натан и приводит к себе домой, уверяя, что его брат вылечит её. Девушка понимает свою ошибку, когда видит у него сборник поэтессы.
На пляже Стинго знакомится с привлекательной Лесли Лапидус (Грета Туркен), ставшей нимфоманкой после прочтения работ Вильгельма Райха. Девушка приводит его в свой дом, и в отсутствие родителей они уже готовы заняться сексом, но неожиданно выясняется, что Лесли готова много говорить об этом, но не делать.
Стинго всё больше влюбляется в девушку. Софи рассказывает, что её отец в Польше писал статьи в защиту евреев, за что был расстрелян вместе с её мужем на следующий день после отправки в Заксенхаузен, а её мать умерла от туберкулёза. Пока та была ещё жива, девушка хотела вылечить её, купив мяса на сельском чёрном рынке, что было запрещено законом. После того, как солдат обнаружил спрятанную под одеждой ветчину в поезде, её интернировали в Освенцим, о чём свидетельствует номер на предплечье. После освобождения она попала в лагерь для беженцев в Швеции, где после всего пережитого пыталась покончить с собой, перерезав вены в церкви, но была спасена. Девушка добавляет, что в последний раз после очередного ухода Натан вернулся с подбитым глазом и сломанной челюстью.
Натан говорит Софи и Стинго, что он проводит новаторские исследования в фармацевтической компании «Pfizer», и уже грезит о Нобелевской премии. Они устраивают праздник и дарят молодому учёному часы на цепочке, но тот вновь устраивает скандал, пьёт за «полоумную курву» и «южную мразь», бросив подарок в бокал, после чего разбивает его и, одержимый трагедией Холокоста, поднимает вопрос о польском антисемитизме и измывается над Софи, задаваясь вопросом, что та сделала, чтобы выжить в концлагере.
Софи и Натан неожиданно уезжают. Стинго начинает искать девушку и связывается с доктором Блэкстоком (Джозеф Леон). В Бруклинском колледже он встречается с польским профессором-лингвистом (Евгений Липинский), знавшим девушку и её отца. Выясняется, что профессор Бегански, преподаватель права в Краковском университете в 1919-1939 годах, поддерживал нацистов, был автором антисемитских трактатов и указа о запрете еврейским студентам садиться рядом с польскими. Понимая, что здесь ему делать больше нечего, Стинго решает уехать на небольшую ферму, недавно унаследованную отцом, дабы закончить книгу. Софи неожиданно возвращается забрать вещи и извиняется за поведение Натана. Когда Стинго говорит девушке правду о её отце, она сознаётся и рассказывает правду.
Воспоминание. Зима 1938 года. Софи, ненавидящая отца за его убеждения, работает у него машинисткой. Печатая текст его очередной речи «Еврейская проблема в Польше», которую он готовил несколько недель, она слышит слово «die Vernichtung» (уничтожение). Из-за волнения она делает ряд ошибок, профессор Бегански, выступив с речью в университете, после окончания отчитывает дочь перед аудиторией, говоря: «Зося, у тебя в голове труха».
Польша. Вторая мировая война. Софи знакомится с Юзефом (Неддим Прохич), лидером местного Сопротивления, живущим со своей сводной сестрой Вандой (Катарина Тальбах). Та пыталась убедить Софи перевести некоторые украденные документы гестапо, но девушка отказывается, опасаясь за жизнь своих детей. Две недели спустя Юзефа убивает гестапо, а Софи арестовывают и отправляют с детьми в концлагерь. По прибытии её 10-летнего сына Яна (Адриан Калитка) отправляют в детский трудовой лагерь, а 3-летнюю дочь Еву (Дженнифер Лоун) - в крематорий. Из-за отличного знания немецкого Софи становится секретаршей коменданта Рудольфа Хёсса. Один из заключённых просит девушку выкрасть радиоприёмник из комнаты Эмми Гёсс, дочери коменданта, втеревшись к тому в доверие. Софи соглашается и взамен просит узнать о её сыне.
Во время диктовки у коменданта начинаются сильные головные боли, Софи даёт ему эрготамин и делает холодный компресс, после чего говорит, что оказалась здесь по ошибке, показывая спрятанную речь об «окончательном решении еврейского вопроса», которую она печатала для отца, и заявляя о своей приверженности нацизму. Хёсс, очарованный арийскими чертами девушки, всё же пересиливает себя, Софи умоляет его перевести её сына и включить в программу «Lebensborn», на что получает согласие. Выйдя из кабинета, она пытается украсть приёмник, но её замечает Эмми, грозящаяся сообщить об этом отцу. От нервного перенапряжения девушка ненадолго теряет сознание, девочка проникается к узнице сочувствием и показывает свой семейный альбом. Хёсс не сдерживает слова, судьба Яна остаётся для матери неизвестной.
Доктор Ларри Ландау (Стивен Ньюман[en]), назначив Стинго встречу по телефону, сообщает, что его брат - параноидальный шизофреник. Выясняется, что Натан вовсе не биолог, он действительно работает в «Pfizer», но только в библиотеке, получив работу по рекомендации брата, которого он попросил ничего не говорить Софи. Все школы, которые он посещал, были «дорогими забавными фермами», и что всё было бы проще, не принимай он амфетамин и кокаин. Ларри просит Стинго приглядывать за Натаном.
Пара заводит разговор о браке и свадебном путешествии на юг, планируя взять Стинго в качестве свидетеля, Натан дарит Софи кольцо, влюблённые танцуют у ночного пруда. Владелица пансиона по секрету сообщает Стинго, что Натан открыл с коллегами в её заведении лекарство от полиомиелита. От одного из постояльцев он узнаёт, что пара уехала. Неожиданно раздаётся телефонный звонок, Натан говорит Стинго: «Будь ты проклят!» Взволнованная Софи возвращается и сообщает, что тот вооружён. Посчитав, что возлюбленная изменяет ему, Натан звонит вновь и, угрожая, в ярости стреляет из пистолета. Молодые люди сбегают в отель, Стинго хочет отвезти девушку в Западную Виргинию и наконец признаётся ей в своих чувствах. Софи рассказывает ему то, о чём больше никому не говорила.
Воспоминание. Тёплая весенняя ночь. Софи с детьми едет в концлагерь в товарном вагоне. По прибытии девушка убеждает гауптмана, что не является ни коммунисткой, ни еврейкой, что она и её дети чистой расы и верующие католики, он предоставляет ей выбор, кого из детей отправить на смерть, а кого - в лагерь, т.к. «женщине положен только один ребёнок». Софи отказывается выбирать, тогда офицер приказывает забрать обоих, мать вынуждена отдать дочь и наблюдать, как истошно кричащую девочку уносит солдат.
Молодые люди занимаются сексом, Стинго лишается девственности. Пока он спит, девушка пишет ему письмо и возвращается к Натану, пара кончает жизнь самоубийством, приняв цианид, украденный из фармацевтической лаборатории. Из книги Натана Стинго со слезами на глазах читает стихотворение Эмили Дикинсон «Пускай широким будет одр...», произведения которой любила Софи, и в одиночестве уезжает на ферму. Фильм заканчивается ликом Софи на белом фоне.

## В ролях
- Мерил Стрип — Софи Завистовски
- Кевин Клайн — Нейтан Ландау
- Питер Макникол — Стинго
- Рита Карин[англ.] — Йетта Циммерман
- Стивен Ньюман[англ.] — Ларри Ландау
- Грета Туркен (англ. Greta Turken)[3] — Лесли Лапидус
- Гюнтер Мария Хальмер[англ.] — Рудольф Хёсс
- Джош Мостел — Моррис Финк
- Марсель Розенблатт — Астрид Вайнштейн
- Мойше Розенфельд — Мойше Розенблюм
- Робин Бартлетт — Лилиан Гроссман
- Евгений Липинский — польский профессор
- Джон Ротман — библиотекарь
- Неддим Прохич — Юзеф
- Катарина Тальбах — Ванда
- Дженнифер Лоун — Ева Завистовская
- Адриан Калитка — Ян Завистовский
- Джозеф Леон — доктор Блэксток
- Дэвид Уолл — преподаватель английского языка
- Нина Полан — женщина на уроке английского
- Вида Джерман — охранник СС
- Джозеф Соммер — рассказчик
- Карлхайнц Хакл — врач СС

## Производство
Стайрон написал роман и думал над кандидатурой Урсулы Андресс в роли Софи, словацкая актриса Магдалена Вашарёва также рассматривалась.
Мерил Стрип была полна решимости получить роль. После получения копии сценария она пошла к режиссёру и бросилась на землю, умоляя его дать ей роль. Первым выбором Пакулы была Лив Ульманн за ее способность показывать чужеземность, которая добавила бы ей привлекательности в глазах впечатлительного, романтичного южанина.
Фильм был в основном снят в Нью-Йорке, а сцены воспоминаний Софи снимались в Югославии.
Производство фильма порой было больше похоже на театральную постановку. Пакула разрешил актёрскому составу репетировать в течение трех недель и был открыт для импровизации со стороны актёров.
Стрип пришлось сбросить вес, чтобы снимать сцены в концентрационном лагере в Югославии.

## Критика
Фильм получил положительные отзывы критиков. На агрегаторе рецензий «Rotten Tomatoes» он имеет рейтинг 78%, основанный на 41 рецензиях критиков, со средней оценкой 7 из 10. На сайте «Metacritic», картина набрала 68 баллов из 100, что основано на 9 отзывах и означает «в целом благоприятные отзывы».
Роджер Эберт из «Chicago Sun -Times» дал фильму четыре из четырех звёзд, назвав его «прекрасным, увлекательным, прекрасно сыгранным, душераздирающим фильмом. Это о трех людях, которые столкнулись с серией выборов, некоторые из которых были легкомысленными, некоторые трагическими. Пока они думают о том, как быть людьми в эпоху безумия, они становятся нашими друзьями, и мы начинаем любить их».
Джин Сискел из «The Chicago Tribune» дал фильму три с половиной звезды из четырех, находя его «не таким сильным или столь же привлекательным, как роман», но хваля Стрип за «поразительную работу».
Джанет Маслин из «The New York Times» написала: «Хотя это далеко не безупречный фильм, «Выбор Софи» является цельным и глубоко затрагивающим. Во многом благодаря невероятной игре мисс Стрип».
Гэри Арнольд из «The Washington Post» заявил: «В выдающихся работах Мерил Стрип, Кевина Клайна и Питера Макникола, которые наделяют главных героев «Выбора Софи» привлекательностью, душераздирающей индивидуальностью и романтикой, есть величие».
Variety назвали картину «красивой, упрямо верной и поразительно утомительной адаптацией бестселлера Уильяма Стайрона. Несмотря на серьезные намерения и вовлечённых звёзд, отсутствие химии  между тремя ведущими персонажами и чрезмерно проработанный сценарий делают этот опыт непростым».
Шейла Бенсон из «Los Angeles Times» написала: «Хотя многие персонажи книги были вырезаны, а вместе с ними и поток слов, фильм кажется камерным и приземлённым, до некоторой степени ошеломляющим. Тем не менее, какими бы ни были общие проблемы фильма, роль Софи, ее прекрасной, сложной, мирской героини, дает Мерил Стрип шанс на потрясающее представление, и она, одним словом, горит».
Полин Кейл из «The New Yorker» написала: «Это, я думаю, ужасно плохой фильм. Весь сюжет основан на связи, которой нет — связь между Софи и Натаном и тем, что нацисты сделали с евреями. В конце концов, мы получаем загадку — на выбор Софи — и обнаруживаем, что этот инцидент скорее броский, чем интересный, и слишком особенный, чтобы продемонстрировать что-то общее».

## Награды и номинации

### Награды
- 1983 — премия Национального совета кинокритиков США за лучшую женскую роль (Мерил Стрип)
- 1983— премия «Золотой глобус» за лучшую женскую роль (драма) (Мерил Стрип)
- 1983 — премия «Оскар» за лучшую женскую роль (Мерил Стрип)

### Номинации
- 1983— «Золотой глобус»:
- Лучший фильм (драма)
- Новая звезда года — актёры (Кевин Клайн)
- 1983 — «Оскар»:
- Лучший адаптированный сценарий (Алан Пакула)
- Лучшая музыка: Оригинальный саундтрек (Марвин Хэмлиш)
- Лучшая операторская работа (Нестор Альмендрос)
- Лучший дизайн костюмов (Альберт Вольски)
- 1984 — «BAFTA»:
- Лучшая женская роль (Мерил Стрип)
- Самый многообещающий дебютант, исполнивший главную роль (Кевин Клайн)